# Clash of Clans
Clash of Clans (CoC) is een free-to-play strategiespel uit het genre massively multiplayer online game en wordt ontwikkeld en uitgegeven door het Finse vennootschap, Supercell. Het spel werd op 2 augustus 2012 voor iOS en op 7 oktober 2013 voor Android uitgebracht.
Het spel speelt zich af in een fantasy wereld waarin de speler de leider is van een dorp. Binnen het spel hebben de spelers het doel hun eigen dorp uit te breiden. Hiervoor heeft de speler grondstoffen nodig, die men kan verkrijgen uit productie van eigen gebouwen, maar ook door de dorpen van andere spelers aan te vallen met een troepen, het gebruik van speciale beloningen (medailles, magische artefacten en andere beloningen) of via edelstenen, die met geld gekocht kunnen worden. Spelers kunnen met andere spelers, tot een maximum van 50, een clan vormen om gezamenlijk clanoorlogen te voeren, met elkaar te chatten en elkaar troepen te doneren.
Clash of Clans is positief ontvangen door recensenten. Uit dezelfde wereld als Clash of Clans zijn vier spin-off games ontwikkeld door Supercell. De eerste, Clash Royale, werd uitgebracht in 2016.  De andere drie: Clash Quest, Clash Mini en Clash Heroes werden aangekondigd in April 2021.  De ontwikkeling van Clash Quest werd stopgezet op 17 augustus 2022. Op 13 maart 2024 maakte Supercell bekend dat de ontwikkeling van Clash Mini is stopgezet, maar dat elementen van het spel overgebracht zullen worden naar Clash Royale.

## Gameplay
Clash of Clans is een online multiplayer computerspel waarin elke speler leider is van diens eigen dorp. Elke speler breidt diens dorp uit door gebouwen te bouwen, manschappen te trainen en dorpen van andere spelers aan te vallen en zo grondstoffen en trofeeën te verzamelen. Spelers vormen vaak clans, waarin ze gezamenlijk clanoorlogen voeren, de gedeelde clanhoofdstad uitbreiden en die van andere clans aanvallen en elkaar troepen doneren. Er is ook een vorm van singleplayer, waarin de speler verschillende dorpen van kobolden aanvalt en zo eenmalig per dorp grondstoffen verzameld. Om een gebouw te bouwen of te upgraden heeft men een vrije bouwvakker nodig. Elke speler begint met twee bouwvakkers, die ook 2 bouwvakkersketens hebben, maar kan dit aantal uitbreiden tot zes. Drie bouwvakkers zijn te koop met edelstenen, de laatste bouwvakker kan men vrijspelen door missies te voltooien in het bouwersdorp.

### Grondstoffen
Het spel kent meerdere grondstoffen. Goud en elixir zijn de meestvoorkomende grondstoffen en de grondstoffen (samen met edelstenen) waar de speler direct toegang tot heeft. Goud en elixir worden gebruikt om gebouwen te bouwen en te upgraden. Duister-elixir wordt gebruikt om enkele sterke gebouwen te bouwen en upgraden, helden en hun huisdieren vrij te spelen en te upgraden en voor het upgraden van duister-elixirtroepen en -spreuken. Glanzend, glimmend en glinsterend erts kan gebruikt worden om de heldenuitrusting te upgraden. Edelstenen kunnen gebruikt als vervanging van grondstoffen, maar ook om meer bouwvakkersketens te kopen, maar ook om wachttijden te versnellen of direct af te kopen. Edelstenen zijn te koop met echt geld en in beperkte mate te verzamelen in het spel. Edelstenen worden toegekend voor het bereiken van bepaalde mijlpalen, worden in een bepaalde systematische reeks toegewezen wanneer de speler bepaalde obstakels verwijderd en tot slot ook gewonnen uit de edelstenenmijn van de bouwersbasis. 

### Gebouwen
Bij het bouwen of upgraden van een gebouw krijgt de speler telkens ervaringspunten (XP's), waarmee zijn of haar level stijgt. Om goud te verdienen en op te slaan dient de speler goudkluizen en goudmijnen te bouwen. Om elixir en duister elixir te pompen en op te slaan, moeten spelers elixirpompen en elixirtanken bouwen. Elixir wordt gebruikt om het level van de troepen te verhogen door het uitvoeren van een onderzoek in het laboratorium en om spreuken te upgraden en het bouwen van, bijvoorbeeld, een legerkamp die wordt gebruikt zodat de speler meer troepen kan gebruiken in zijn of haar aanvallen. Goud wordt gebruikt om verdedigingswerken te bouwen en om het stadhuis (geeft toegang tot meer gebouwen en hogere niveaus voor bestaande gebouwen) te upgraden.
Er zijn een aantal verdedigingswerken waaronder kanonnen, boogschutterstorens, tovenaarstorens, bommentorens, mortieren, luchtafweren, windmachines, verborgen tesla's, X-bogen, infernotorens, adelaarsartillerie, de hapsnap, de spell tower (spreukentoren) de monolith en muren. Bommen, reuzenbommen, veervallen, luchtbommen, luchtmijnzoekers, skelettenvallen en tornadovallen zijn vallen. Overige gebouwen zijn: legerkampen, (duistere) kazernes, een laboratorium, een (duister-)spreukenfabriek, de heldenherberg, werkplaats, een dierenhuis, een clankasteel en een stadhuis.

### Troepen
De speler vormt met troepen een leger om andere spelers aan te vallen. Troepen zijn verdeeld in elixirtroepen, duister-elixirtroepen, helden, spreuken, duistere spreuken, supertroepen en belegeringsmachines. Tijdens feestdagen zijn er soms tijdelijke evenementtroepen beschikbaar, zoals ijstovenaars in de kerstperiodes en koninklijke geesten tijdens Halloween. Een aantal van deze tijdelijke troepen komen uit een van de andere spellen van Supercell.
- Elixirtroepen bestaan uit barbaren, boogschutters, kobolden, reuzen, muurbrekers (skeletten die muren en zichzelf opblazen met bommen), ballonnen, tovenaars, draken, helers.  P.E.K.K.A.'s (zwaar gepantserde zwaard-zwaaiende mecha's), babydraken, mijnwerkers, elektrodraken, yeti's (en mini-yeti's), drakenrijders, elektrotitanen, stronkrijders en werpers.
- Duister-elixirtroepen bestaan uit gunstelingen (lijken op vliegende impen), varkensruiters, valkyries, golems (en golempjes), heks (en skeletten), lavahonden (en lavapups), bowlers, ijsgolems, heldenjagers, leerling-wachters, druïden en ovens.
- Helden bestaan uit de barbarenkoning, boogschutterskoningin, gunstelingenprins, de nobele wachter en de koninklijke kampioene. Helden zijn onsterfelijk en kunnen slechts eenmaal worden opgeleid. Ze hebben allemaal bijzondere krachten die hen uniek maakt. Deze kan je aanpassen en upgraden bij de smid met ertsen (er zijn meerdere combinaties mogelijk). Ze worden opgeroepen via de heldenherberg in plaats van te worden getraind in de kazerne zoals de andere troepen. Als je je stadshuis naar level 14 upgradet speel je ook de zogenaamde huisdieren vrij. Deze horen bij een held en geven hem/haar een bepaald voordeel. Bijvoorbeeld de helden genezen, extra schade aanrichten...
- Huisdieren bestaan uit: L.A.S.S.I., de elektro-uil, machtige jak, eenhoorn, wallie, ballie, de gifhagedis, feniks, vossengeest, kwade kwal en sniezel.
- Spreuken bestaan uit bliksemspreuk, genezingsspreuk, woedespreuk, sprongspreuk, vriesspreuk, kloonspreuk, onzichbaarheidsspreuk en de terugroep spreuk.
- Duistere spreuken bestaan uit: gifspreuk, aardbevingsspreuk, haastspreuk, skeletspreuk, vleermuizenspreuk en overgroeispreuk.[15] Een extra spreuk is de kerstmanspreuk, deze is enkel te verkrijgen in de kerstperiode.
- Supertroepen bestaan uit superbarbaar, superboogschutter, superreus, superkobold (geniepige kobold), supermuurbreker, rakettenballon, supertovenaar, superdraak, infernodraak, supergunsteling, supervalkyrie, superheks, ijshond en superbowler, supermijnwerker en supervarkensruiter.
- Belegeringsmachines bestaan uit: de muursloper, de strijdzeppelin, de steenbeuker, belegeringskazerne, de stammenwerper, de vlammenverspreider, de gevechtsboor en de troepenwerper.

### Divisies
Wanneer een speler een bepaald aantal trofeeën heeft verzameld wordt hij ingedeeld in een divisie. Zo zijn er 8 hoofddivisies, die elk op hun beurt dan nog verdeeld zijn in 3 onderdivisies:
- Bronzen divisie: III (400-499), II (500-599), I (600-799)
- Zilveren divisie: III (800-999), II (1000-1199, I (1200-1399)
- Gouden divisie: III (1400-1599), II (1600-1799, I (1800-1999)
- Kristallen divisie: III (2000-2199), II (2200-2399), I (2400-2599)
- Meestersdivisie: III (2600-2799), II (2800-2999), I (3000-3199)
- Kampioensdivisie: III (3200-3499), II (3500-3799), I (3800-4099)
- Titanendivisie: III (4100-4399), II (4400-4699), I (4700-4999)
- Legendarische divisie (5000+)

Afhankelijk van de divisie waar een speler is ingedeeld wordt bij een aanval van een ander dorp een bepaalde hoeveelheid bonusgrondstoffen toegekend als beloning. Spelers worden gestimuleerd om een hogere divisie te bereiken om zo een hogere bonus te verdienen bij een aanval.

### Clans
Spelers kunnen zich aansluiten bij een clan. Een clan is (meestal) een hechte gemeenschap waarin men clanoorlogen kan starten, versterkingen verzoeken, roofweekends kan starten én kan chatten met andere leden van de clan in een privéchat. Men kan wanneer hij of zij wil de clan verlaten en naar een andere clan gaan. Clans kunnen besluiten iedereen toe te laten, alleen mensen uit te nodigen of kiezen voor een besloten clan. Binnen een clan zijn er vier spelers-rangen: lid, oudste, co-leider en leider. Als je je aansluit bij een clan krijg je automatisch de rang "lid". Oudsten kunnen leden uit de clan verwijderen en mensen uitnodigen. Co-leiders en leiders kunnen de claninstellingen aanpassen, oudsten degraderen en leden uit de clan zetten. De leider en meestal tevens de oprichter van de clan kan iedereen degraderen of verwijderen, maar kan ook zelf aftreden. De leider kan de clan niet verlaten zolang hij geen nieuwe leider aanduidt. Als de leider 90 dagen niet online komt dan wordt degene met de hoogste rang de nieuwe leider. Zijn er meerderen met die rang, dan degene die het langst in de clan zit.

### Clanoorlogen
Een belangrijk onderdeel van de gameplay van Clash of Clans zijn de clanoorlogen. Clanleiders en co-leiders kunnen oorlogen tegen andere clans beginnen. Elke clan wordt dan een "voorbereidingsdag" en een "oorlogsdag" gegeven. Wanneer een speler een lid van de tegenpartij aanvalt, krijgt deze sterren (maximaal drie) op basis van de hoeveelheid van de vernietiging die zij toegebracht hebben. Men kan een ster krijgen voor 50% vernietiging van het dorp van de tegenstander, vernietiging van het stadhuis en totale vernietiging (100%) van een dorp (dit sterrensysteem geldt ook bij een gewone aanval). Elke speler is beperkt tot twee aanvallen per clanoorlog, en de clan met de meeste sterren aan het eind van de oorlogsdag wordt tot overwinnaar uitgeroepen. De spelers ontvangen een bonus-oorlogsbuit als ze gebruikmaken van hun aanvallen in de oorlog, deze buit is hoger of lager naarmate men een sterkere of zwakkere tegenstander aanvalt.

### Clanoorlogdivisies
In de versie 11 update op 23 oktober 2018 heeft Supercell een nieuw soort clanoorlog toegevoegd, genaamd “Clanoorlogdivisies”. In deze aangepaste versie van de clanoorlog, heb je nu de mogelijkheid om in het begin van de maand 7 dagen lang, elke dag een clanoorlog te houden, waarbij iedereen maar één aanval heeft. Als de dag om is en beide clans hun aanvallen hebben gedaan, wordt er weer een winnaar bekendgemaakt. Het resultaat kun je terug zien in een “competitie poule”, waarbij er ook 7 clans te zien zijn en ze geklasseerd worden op basis van het aantal sterren dat ze hebben gehaald. Ook wordt hierin het vernietigingspercentage meegerekend. Wanneer alle dagen om zijn en de oorlogen gespeeld zijn, krijgt iedereen zijn of haar beloning, wat bestaat uit clanoorlog divisie medailles, hiermee kun je speciale spullen kopen in de clanoorlog divisie winkel.

## Recensies
Clash of Clans heeft over het algemeen positieve recensies ontvangen. De iOS-versie bevat een verzamelde score van 74% op Metacritic, 80% op GameRankings en een 4,5 op 5 op de Google Play Store.